# ATE IVa
Die ATE IVa waren vierfach gekuppelte Güterzug-Schlepptenderlokomotiven der k.k. priv. Aussig-Teplitzer Eisenbahn (ATE).

## Geschichte

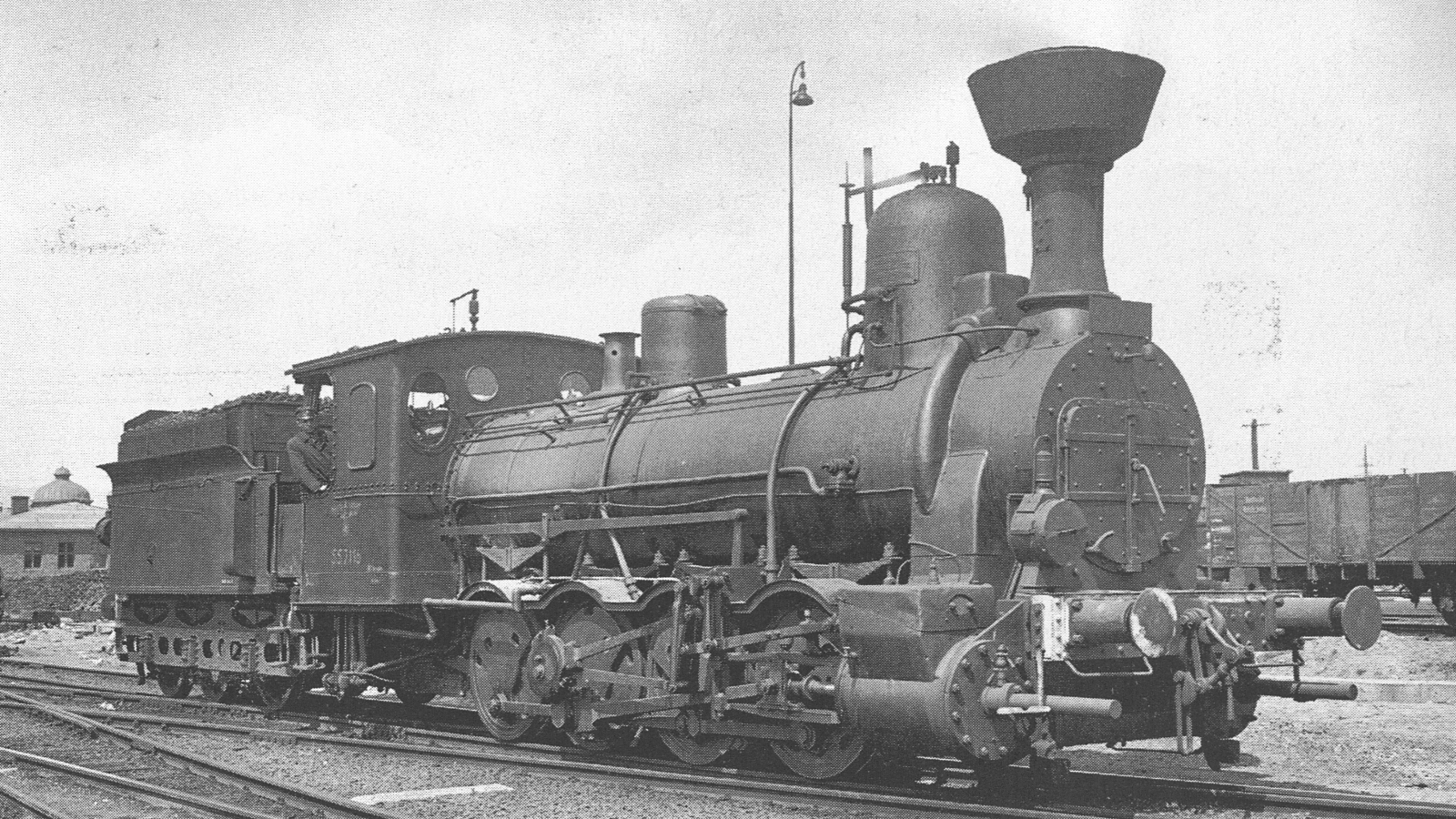
ATE IVa als DRG 55 7116 um 1939 im Bahnhof Most

Mit der Kategorie IVa beschaffte die Aussig-Teplitzer Eisenbahn erstmals eine vierfach gekuppelte Lokomotive, um die stetig steigenden Zugmassen im Kohleverkehr besser bewältigen zu können. Die Sächsische Maschinenfabrik (vormals Hartmann) in Chemnitz fertigte 1882 die ersten drei Lokomotiven mit den Werknummern 1201 bis 1203. Die Lokomotiven erhielten die Namen ALTENBERG, KOSTENBLATT und NIKLASBERG und die Bahnnummern 60 bis 62.
Je weitere zwei Lokomotiven lieferte 1886 und 1888 die Wiener Neustädter Lokomotivfabrik in Wiener Neustadt mit den Werknummern 3112, 3113, 3206 und 3207.
Die IVa kamen vor allem vor schweren Güterzügen auf der Hauptstrecke der ATE zwischen Komotau und Aussig zum Einsatz.
Nach der Verstaatlichung der ATE (1924) erhielten die Lokomotiven von den  Tschechoslowakischen Staatsbahnen ČSD die neue Reihenbezeichnung 402.2.
Nach der Angliederung des Sudetenlandes an Deutschland im Herbst 1938 gelangten alle  sieben Lokomotiven noch in den Bestand der Deutschen Reichsbahn. Sie erhielten dort die Betriebsnummern 55 7111 bis 7117. Nach 1945 kamen die Maschinen wieder zur ČSD, die sie jedoch schon bald ausmusterte.